# Geauga Lake & Wildwater Kingdom
Geauga Lake & Wildwater Kingdom is een voormalig pretpark gelegen in Aurora, Ohio in de Verenigde Staten. Het park opende als recreatiegelegenheid aan het meer in 1887. In de jaren rond 2000 was het park bekend om zijn enorm snelle groei, waardoor het park een van de grootste ter wereld werd. Het attractiepark sloot plotseling zijn deuren in 2007. Het waterpark volgde in 2016.

## Geschiedenis
- 1887 - Sullivan Giles had zich gevestigd aan "Geauga Lake". Toen er een spoorweg werd aangelegd met een station bij het meer, zag hij mogelijkheden om er een recreatieplaats van te maken.
- 1925 - Het park opent zijn eerste achtbaan: Big Dipper. Big Dipper was destijds een van de grootste achtbanen ter wereld.
- 1977 - Double Loop, een achtbaan met een dubbele looping opent in het park. Hiermee heeft het park een record in handen: De eerste achtbaan ter wereld met een dubbele looping. De baan werd gebouwd door Arrow Dynamics.
- 1978 - Na het succes van Double Loop opent het park een tweede achtbaan met inversies: Corkscrew. Deze baan werd ook gebouwd door Arrow. Omdat Double Loop en Corkscrew van dezelfde fabrikant waren, hadden ze ook dezelfde treinen. Dit leidde ertoe dat de treinen tussen de banen weleens verwisseld werden.
- 1988 - Het park viert zijn 100ste verjaardag met de nieuwe houten achtbaan Raging Wolf Bobs.
- 1995 - Premier Parks neemt Geauga Lake over. De achtbaan Corkscrew reed dit jaar haar laatste rondjes alvorens ze verkocht werd naar een Indiaans pretpark, gelegen in de meer dan 10 miljoen inwoners tellende stad Chennai, in de zuidelijke regio Tamil Nadu. Anno 2024 is de achtbaan daar nog steeds.
- 1996 - 1 jaar na de overname door Premier Parks opent er direct een nieuwe achtbaan: Head Spin, een shuttle-achtbaan van Vekoma.
- 1998 - Serial Thriller opent. Het is een omgekeerde achtbaan van Vekoma.
- 2000 - Six Flags neemt het park over en voert een grote renovatie door. 20 nieuwe attracties werden toegevoegd, hieronder 3 grote achtbanen: een omgekeerde shuttle-achtbaan met lancering genaamd Superman Ultimate Escape, een vloerloze achtbaan genaamd Batman Knight Flight en een houten hybride achtbaan met de naam Villain. Ook openden ze de kinderachtbaan Road Runner Express Het park kreeg ook een nieuwe naam: Six Flags Ohio.
- 2001 - SeaWorld Ohio wordt verkocht aan de Six Flags-groep. Deze voegt Six Flags Ohio en SeaWorld Ohio bij elkaar om zo een groot megapark te vormen: Six Flags Worlds of Adventure. Ook opende er een nieuwe achtbaan: X-Flight, een vliegende achtbaan gebouwd door Vekoma.
- 2004 - Six Flags raakt in financiële problemen en verkoopt het park aan de Cedar Fair Entertainment Company, eigenaar van het nabij gelegen Cedar Point. Deze verandering zorgde ervoor dat veel attracties een nieuwe naam kregen, omdat Cedar Fair de rechten op onder andere DC Comics karakters niet had. Een groot aantal achtbanen kreeg een nieuwe naam: Batman Knight Flight werd Dominator, Superman Ultimate Escape werd Steel Venom, Road Runner Express werd Beaver Land Mine Ride. Ook achtbanen met een licentieloze naam werden hernoemd: Mind Eraser werd Head Spin en Serial Thriller werd Thunderhawk.
- 2006 - X-Flight en Steel Venom worden uit het park verwijderd. X-Flight verhuist naar Kings Island en heropent in 2007 als Firehawk. Steel Venom verhuist naar Dorney Park en heropent als Voodoo in 2008.
- 2007 - Door de verwijdering van de twee grote achtbanen in 2006 gingen er tijdens het seizoen van 2007 vele geruchten de ronde over de definitieve sluiting van het park. Cedar Fair reageerde niet op al deze geruchten. Op 21 september 2007, 5 dagen nadat het seizoen was geëindigd, maakte Cedar Fair bekend het attractiedeel per direct te sluiten. Volgens de organisatie was Wildwater Kingdom openhouden meer waard dan het hele park, aangezien het waterpark de grootste populariteit had.[2] De overgebleven achtbanen werden grotendeels meteen weggehaald uit het park om naar andere parken te verhuizen. Thunderhawk werd naar Michigan's Adventure verplaatst en heropende onder dezelfde naam. Dominator werd naar Kings Dominion verplaatst en heropende ook onder dezelfde naam. Head Spin werd naar Carowinds verplaatst en heropende als Carolina Cobra. Als laatste werd Beaver Land Mine Ride verplaatst naar het Franse Papéa Parc en heropende als Roller Coaster.
- 2008 - Op 16 en 17 Juni vond er een veiling plaats waarbij de laatste nog overgebleven attracties werden geveild.[3] Hierna werden de meeste overige attracties en gebouwen gesloopt.
- 2013 - Raging Wolf Bobs wordt gesloopt na 8 jaar SBNO te zijn geweest.[4]
- 2016 - Wildwater Kingdom maakt bekend zijn deuren te sluiten op 5 september 2016. Ook wordt de laatst nog overgebleven achtbaan, Big Dipper, gesloopt.

Vanaf 2021 wordt de wijk die vanaf 2020 gebouwd werd bewoond, nadat het op een na grootste woningbouwbedrijf van de VS, de PulteGroup, het terrein van Cedar Point overgenomen had.

## Attracties

### Achtbanen
| Naam                  | Openingsjaar | Sluitingsjaar | Type                        | Bouwer                            |
| --------------------- | ------------ | ------------- | --------------------------- | --------------------------------- |
| Raging Wolf Bobs      | 1988         | 2007          | Houten achtbaan             | Dinn Corporation                  |
| Big Dipper            | 1925         | 2007          | Houten achtbaan             |                                   |
| Double Loop           | 1977         | 2007          | Stalen achtbaan             | Arrow Dynamics                    |
| Head Spin             | 1996         | 2007          | Shuttle-achtbaan            | Vekoma                            |
| Thunderhawk           | 1998         | 2007          | Omgekeerde achtbaan         | Vekoma                            |
| Steel Venom           | 2000         | 2006          | omgekeerde shuttle-achtbaan | Intamin                           |
| Dominator             | 2000         | 2007          | Vloerloze achtbaan          | Bolliger & Mabillard              |
| Villain               | 2000         | 2007          | Houten hybride achtbaan     | Custom Coasters International     |
| Beaver Land Mine Ride | 2000         | 2007          | Stalen achtbaan             | Zierer                            |
| Corkscrew             | 1978         | 1995          | Stalen achtbaan             | Arrow Dynamics                    |
| Cyclone               | 1976         | 1980          | Stalen achtbaan             | Pinfari                           |
| X-Flight              | 2001         | 2006          | Vliegende achtbaan          | Vekoma                            |
| Wild Mouse            | 1958         | 1970          | Wilde Muis                  | B.A.Schiff & Associates           |
| Little Dipper         | 1952-1962    | 1975          | Houten achtbaan             | National Amusement Device Company |